# Katibasia insidiosa
Katibasia insidiosa és una espècie de peix de la família dels balitòrids i de l'ordre dels cipriniformes.

## Morfologia
- Els mascles poden assolir 3,4 cm de longitud total.[1]

## Hàbitat
És un peix d'aigua dolça i de clima tropical.

## Distribució geogràfica
Es troba a Àsia: Sarawak (Malàisia).